# Adrian Chełmicki
Adrian Chełmicki herbu Nałęcz (ur. ok. 1530 roku – zm. po 1580 roku) – wójt dobrzyński.
Syn Marcina (zm. 1566), pisarza ziemi dobrzyńskiej i Agnieszki. Żonaty był z Anną Grabską, miał syna Marcina.
Studiował na uniwersytetach: w Uniwersytecie Albrechta w Królewcu w 1550 roku, w Wittenberdze w 1554 roku.
Poseł województwa inowrocławskiego i ziemi dobrzyńskiej na sejm 1566 roku. Poseł ziemi dobrzyńskiej na sejm koronacyjny 1576 roku. Poborca podatkowy ziemi dobrzyńskiej w 1580 roku.
Był wyznawcą luteranizmu.